# Ju (artist)
Judit Puigdomènech Roca, född 1992 i Gurb, är en katalansk (spansk) singer-songwriter och skådespelare. Hon har till och med 2024 givit ut tre musikalbum med popmusik under artistnamnet Ju.

## Biografi
Judit Puigdomènech föddes 1992 i Gurb, en förort till Vic i centrala Katalonien, norr om Barcelona. Hennes far är Ricard Puigdomènech, en av grundarna av rockabillygruppen Los Trogloditas (1983–2007). Han har senare varit verksam som gitarrist i fusiongruppen Strombers (grundad 1998) samt producent för Sopa de Cabra och ett antal andra katalanska rockgrupper.
Puigdomènech debuterade på musikscenen 2016, då hennes debutalbum El mon es mou ('Världen rör på sig') släpptes under artistnamnet Ju. Det poprock- och reggaepräglade albumet spelades in under två års tid i faderns egen studio, Sonic Studios, och under hans ledning. Även utgivningen skedde i egen regi.
Hon hade dessförinnan deltagit i produktionen av musikvideor med grupper som Strombers och Obeses, parallellt med komponerandet av albumets olika låtar samt hennes teaterstudier. Ju presenterade 2016 singlarna "Temps" ('Tid') och "Decisió" ('Beslut'). Bland inspirationskällorna till den egenkomponerade musiken finns namn som Regina Spektor, Rihanna, Christina Aguilera och Gossos.
Året efter var Ju finalist i den katalanska talangtävlingen Sona 9. Hon fick tredje pris i tävlingen.
2018 kom det andra albumet, med titeln Bandera blanca ('Vit flagga'). Denna gång gavs albumet ut på skivbolaget RGB, baserat i Girona.
Efter sex års frånvaro från skivmarknaden återkom Ju sommaren 2024 med EP:n Venus. De sex låtarna på albumet bar inspiration från den romerska mytologins skönhets- och kärleksgudinna. Musiken på albumet kännetecknas mer av elektronisk indiepop.

## Diskografi (somJu)
1. "Bon amic" ('God vän')
2. "Por" ('Rädsla')
3. "El món es mou" ('Världen rör på sig')
4. "Decisió" ('Beslut')
5. "Cendres" ('Aska')
6. "No sols paraules" ('Inte bara ord')
7. "Pensa, ves-te'n, dóna'm" ('Tänk, se, ge mig')
8. "M'ha passat a mi" ('Det hände mig')
9. "Temps" ('Tid')
10. "Divisions" ('Uppdelningar')
11. "Se'ns ha acabat" ('Det är över')

1. "Se'ns ha acabat (versió acústica)"

1. "La frontera" ('Gränsen')
2. "La porta" ('Dörren')
3. "Bandera blanca" ('Vit flagga')
4. "Prou" ('Nog')
5. "S'escriu la història" ('Historia skrivs')
6. "Ocells a mitjanit" ('Fåglar vid midnatt')
7. "Chen la commoció (El tro)" ('Nu när allt går så bra')
8. "Per sempre" ('För evigt')
9. "Em sento bé" ('Det känns bra')

1. "Revelació" ('Uppenbarelse')
2. "El cos, l'instint i la pell" ('Kroppen, instinkten och huden')
3. "Venus"
4. "Com si jo fos tu" ('Som om jag vore du')
5. "Jo ja no puc" ('Jag klarar inte av det mer')
6. "Dolça fantasia" ('Ljuv fantasi')